# Adam Witold Odrowąż-Wysocki
Adam Witold Odrowąż-Wysocki (ur. 12 lutego 1924 w Przemyślu, zm. 14 października 2018 w Warszawie) – polski dziennikarz, wykładowca i działacz polityczny, wolnomularz, prezydent Universala Framasona Ligo – Polska, wielki edytor Wielkiego Wschodu Polski, redaktor naczelny i wydawca „Wolnomularza Polskiego”.

## Życiorys
Od 1944 do 1945 walczył w Polskich Siłach Zbrojnych. W latach 1945–1947 studiował w Instytucie Nauki o Prasie w Wiedniu, następnie na Wydziale Humanistycznym Uniwersytetu Jagiellońskiego (1947–1948). W 1948 został na krótko aresztowany. W 1950 ukończył studia na Wydziale Dziennikarstwa Wyższej Szkoły Nauk Społecznych w Krakowie. W latach 1950–1957 był zatrudniony jako dziennikarz w „Życiu Warszawy”, następnie pełnił obowiązki zastępcy redaktora naczelnego dwóch pism: „Kuriera Polskiego” (1967–1982) i „Życia Warszawy” (1972–1980). Pracował jako starszy wykładowca i docent na Wydziale Dziennikarstwa i Nauk Politycznych Uniwersytetu Warszawskiego.
W latach 70. sprawował mandat radnego Rady Narodowej miasta stołecznego Warszawy. W okresie 1980–1981 zatrudniony w Biurze Rzecznika Prasowego Rządu PRL, następnie był członkiem Prezydium Komitetu ds. Radia i Telewizji, wiceredaktorem Radia „Polonia” oraz redaktorem naczelnym programu Polskiego Radia dla Europy Zachodniej (1981–1986).
W latach 40. działał w Polskiej Partii Socjalistycznej, nie przyłączył się do PZPR. Od 1957 był członkiem Stronnictwa Demokratycznego. W 1986 objął kierownictwo nad Wydziałem Propagandy i Prasy Centralnego Komitetu SD.
Po upadku komunizmu związał się z ruchem wolnomularskim (lożami: „Wolność Przywrócona” i „Europa” Wielkiego Wschodu Francji). W 1998 został zastępcą Wielkiego Mistrza Wielkiego Wschodu Polski ds. mediów. W 1994 współorganizował Polską Grupę Narodową Powszechnej Ligi Wolnomularskiej, której został prezydentem.
Był członkiem utworzonego w 2012 r. w Warszawie Instytutu „Sztuka Królewska w Polsce”, którego celem jest inspirowanie, prowadzenie oraz koordynacja badań naukowych na temat przeszłości oraz teraźniejszości wolnomularstwa polskiego i światowego, przchowywanie oraz udostępnianie materialnych i niematerialnych świadectw dotyczących masonerii, wymiana informacji oraz wszechstronna popularyzacja wiedzy na temat wolnomularstwa i pokrewnych mu zjawisk.
Był żonaty z dziennikarką, wykładowczynią i działaczką ruchu wolnomularskiego w Polsce Bożeną Mirosławą Dołęgowską.
Pochowany 18 października 2018 r. na Cmentarzu Wojskowym na Powązkach w Warszawie (kwatera A22-7-12).

## Ordery i odznaczenia
- Krzyż Komandorski Orderu Odrodzenia Polski
- Złoty Krzyż Zasługi
- Medal 40-lecia Polski Ludowej[6]
- Medal 30-lecia Polski Ludowej
- Srebrny Medal Opiekuna Miejsc Pamięci Narodowej
- Złota Odznaka Honorowa Towarzystwa Przyjaźni Polsko-Radzieckiej (1968)[7]
- Srebrna Odznaka Honorowa „Za Zasługi dla Warszawy” (17 stycznia 1963)[8]
- Order Republiki (Egipt)
- Mérite Philantropique (Grande Médaille D'Or)
- Gwiazda Budowniczych Katedr (odznaczenie niemieckich wolnomularzy)